# Dodge La Femme
La Dodge La Femme est une automobile dévoilée par Chrysler, via sa division Dodge, en 1955. C'est la première voiture du groupe destinée complètement aux femmes. À l'époque, plusieurs pensaient que Chrysler avait frappé dans le mille puisque la notion de famille à deux véhicules devenait de plus en plus populaire mais la courte vie de La Femme le démontre mal.
Le nouveau style Fashion Flair de Dodge se caractérisait par un tableau de bord tout en rondeur, un seuil de chargement bas, des ailes gigantesque à l'arrière, une carrosserie plus large. Une quantité phénoménale de chrome fut utilisée non seulement pour l'extérieur mais aussi pour l'intérieur.
La production de La Femme s'arrête en 1956. Dans la hâte de Chrysler de construire la première voiture entièrement destinée aux femmes, et dans son excès de zèle, le fabricant a commis la plus grande erreur : les femmes ne cherchent pas un véhicule différent de celui des hommes. Plusieurs études le prouvent et les constructeurs automobiles le savent désormais. Cinquante ans après la fabrication de la voiture « La Femme », plus aucun fabricant n'a construit de véhicules imaginés spécialement pour les femmes.[réf. souhaitée]

## Origine
La raison pour laquelle la La Femme est devenue une voiture découle de l'observation du département marketing de Chrysler selon laquelle de plus en plus de femmes s'intéressaient aux automobiles dans les années 1950 et que l'opinion des femmes sur la couleur de la voiture à acheter faisait partie du processus décisionnel des couples achetant une automobile. La La Femme était une tentative pour s'ancrer sur le marché automobile féminin.
Le concept La Femme était basé sur deux voitures d'exposition Chrysler de la saison 1954. Nommées Le Comte et La Comtesse, chacune a été construite à partir d'une carrosserie de Chrysler Newport à toit rigide et chacune a reçu un toit en plastique transparent au-dessus de l'ensemble de l'habitacle. Alors que la Le Comte était conçue en utilisant des couleurs masculines, la La Comtesse était peinte en « Dusty Rose » et « Pigeon Grey » afin d'amener de la féminité. Des réponses favorables ont encouragé Chrysler à poursuivre le concept de la La Comtesse.

## 1955
Au printemps 1955, la Dodge La Femme est présentée avec comme une finition spéciale de la Dodge Custom Royal Lancer coupé a toit rigide deux portes, peinte en "Sapphire White" et "Heather Rose". On remarque aussi les appliques « La Femme » dorées à l'arrière du véhicule et sur les ailes avant mais aussi sur la boîte à gants, qui remplacait les scripts "Custom Royal Lancer" sur les ailes avant des voitures.
L'habitacle intérieur avait tout pour plaire à la femme moderne des années 1950, selon les dirigeants de Chrysler. L'intérieur des La Femme de 1955 comprenait plusieurs accessoires et finitions féminines tels que des appliques en bois d'une teinte rose, un habitacle d'une couleur rose, la La Femme avait de série un sac à main en cuir de veau rose en forme de clé de voûte qui se coordonnait avec l'intérieur de la voiture. Le sac à main pouvait être rangé dans un compartiment à l'arrière du siège passager et son médaillon plaqué or tourné vers l'extérieur. Ce médaillon en métal brossé était suffisamment grand pour y faire graver le nom du propriétaire.
Chaque sac à main était équipé à l'intérieur d'un ensemble coordonné d'accessoires, qui comprenait un poudrier compact, un étui à rouge à lèvres, un étui à cigarettes, un peigne, un allume-cigare et un porte-monnaie, tous faits en plastique imitation écaille de tortue avec du métal doré ou alors en cuir de veau rose avec du métal doré, et tous ont été conçus et fabriqués par «Evans», un fabricant de vêtements et d'accessoires pour femmes à Chicago.
À l'arrière du siège conducteur se trouvait un compartiment contenant un imperméable, un bonnet de pluie et un parapluie, tous fabriqués en vinyle à motifs assortis au tissu intérieur bouton de rose. La La Femme avait un slogan qui démontre bien le public cible de Dodge : « By Special Appointment to Her Majesty... the American Woman. » (Nomination spéciale pour Sa Majesté ... la femme Américaine).

## 1956
Pour 1956, la La Femme revient, avec pas moins de fanfare; des lettres de la part du service marketing de Dodge pour les concessionnaires qualifiaient la La Femme de "succès fulgurant". Pour 1956, Dodge a remplacé le schéma Heather Rose et Sapphire White avec un jeu de couleurs Misty Orchid et Regal Orchid. L'intérieur de la voiture de 1956 ne s'inspirait pas du modèle de 1955 et comportait plutôt des motifs de sièges, des garnitures de pavillon, de la peinture intérieure et des tapis «La Femme». Les tissus utilisés se sont révélés difficiles à reproduire. Les housses de siège étaient faites d'un tissu blanc épais avec des motifs organiques et aléatoires, comme de courtes boucles de couleur lavande ou violettes, d'une manière similaire à la moquette à poils bouclés. Le tissu de la garniture de pavillon était en tissu blanc épais, avec de nombreuses petites éclaboussures de peinture aléatoires et dorée. La moquette était bouclée avec plusieurs nuances de couleur lavande et violet. Les boîtes derrière les sièges ont été changées en 1956 pour accueillir le manteau de pluie, le bonnet de pluie et le parapluie fournis avec le modèle. Les deux boîtes étaient identiques cette année, car il n'était pas nécessaire d'accueillir un sac à main, qui n'était offert qu'avec la La Femme de 1955.

## Héritage
Dodge a abandonné la La Femme pour 1957 et n'a pas revisité le concept. Parce que la La Femme était une finition spéciale (143 $), sa production totale n'a jamais été séparée des chiffres de production de la Dodge Custom Royal Lancer, bien que des recherches suggèrent que moins de 2500 modèles ont été fabriqués sur la période de deux ans. Il existe au moins 40 exemplaires connus de la version de 1955 et plus de 20 pour la version de 1956, dont au moins 3 vérifiables avec le moteur D-500 de Dodge en option sur les La Femme de 1956[réf. nécessaire].
De nombreuses théories existent concernant les faibles ventes de la finition spéciale La Femme. Aucune preuve de publicité dans les magazines, de publicité télévisées, d'annonces radio ou autre pour la La Femme n'a été trouvée depuis 1956. Étant donné le grand nombre de concessionnaires Dodge aux États-Unis à l'époque, peu d'entre eux ont reçu une La Femme de démonstration pour leur salle d'exposition. Intitulée "By Special Appointment to Her Majesty... the American Woman" (Nomination spéciale pour Sa Majesté ... la femme Américaine) les brochures à trois feuilles des concessionnaires faisaient la promotion de la voiture comme étant "d'humeur et d'attitude" pour une "femme moderne",. D'autres modèles spéciaux comme les Chrysler 300 lettrées, Plymouth Fury et DeSoto Adventurer ont largement été promus.